# 2820 Iisalmi
2820 Iisalmi eller 1942 RU är en asteroid i huvudbältet som upptäcktes den 8 september 1942 av den finske astronomen Yrjö Väisälä vid Storheikkilä observatorium. Den är uppkallad efter staden Idensalmi i Finland.
Asteroiden har en diameter på ungefär 6 kilometer och den tillhör asteroidgruppen Flora.